# Säter
Säter ist eine Ortschaft (Tätort) in der schwedischen Provinz Dalarnas län und Hauptort der gleichnamigen Gemeinde.
Säter war ursprünglich ein königliches Landgut, das um 1630 mit einer Siedlung erweitert wurde. 1642 erhielt der Ort die Stadtrechte, welche seit der Verwaltungsreform von 1971 bedeutungslos sind. Die zentralen Teile von Säter stellen eine der am besten erhaltenen Holzstädte Schwedens dar. Im 16. und 17. Jahrhundert wurden in Säter viereckige Münzen, die sogenannten Klippingar, hergestellt.
Das 1912 errichtete Krankenhaus des Ortes war ursprünglich eine psychiatrische Klinik. Jedes Jahr finden hier Triathlonwettbewerbe statt, die durch ein reiches Kulturprogramm, zum Beispiel einen Samba-Karneval, begleitet werden.

## Persönlichkeiten
- Carl Erik Mannerheim (1759–1837), Militär und Politiker
- Arbër Zeneli (* 1995), schwedisch-kosovarischer Fußballspieler